# Икигай
Икигай (на японски: 生き甲斐) е понятие в японската култура, с което се означава „причината да съществуваш“. С него обичайно се означават нещата в живота на човек, които го осмислят и му придават стойност. В груб превод, това е „нещото, за което си струва да живееш“ или „причината сутрин да се будиш“. За всеки човек, икигай е различен в зависимост от неговия живот, ценности и вярвания и отразява вътрешния му свят, като в същото време създава душевно състояние на покой. Дейностите, които позволяват на човек да изпита  икигай, винаги са спонтанни и се вършат с желание, оставяйки в човека чувство на удовлетворение и постигане на смисъла на живота.
|  | Тази страница частично или изцяло представлява превод на страницата Ikigai в Уикипедия на английски. Оригиналният текст, както и този превод, са защитени от Лиценза „Криейтив Комънс – Признание – Споделяне на споделеното“, а за съдържание, създадено преди юни 2009 година – от Лиценза за свободна документация на ГНУ. Прегледайте историята на редакциите на оригиналната страница, както и на преводната страница, за да видите списъка на съавторите. ВАЖНО: Този шаблон се отнася единствено до авторските права върху съдържанието на статията. Добавянето му не отменя изискването да се посочват конкретни източници на твърденията, които да бъдат благонадеждни. |